# Красный Треугольник (завод)
«Кра́сный треуго́льник» — предприятие и памятник промышленной архитектуры в Санкт-Петербурге, занимающий обширную территорию между Старо-Петергофским проспектом, Обводным каналом, улицами Розенштейна и Ивана Черных.
Ансамбль из более чем 150 заводских корпусов и вспомогательных построек сформировался в период с 1860 по 1917 годы. Производство принадлежало учреждённой в 1859 году компании «Товарищество российско-американской резиновой мануфактуры» (ТРАРМ) гамбургского предпринимателя Фердинанда Краузкопфа. На соседних участках работали шоколадная фабрика швейцарца Морица Конради, завод англо-российской резиновой мануфактуры «Макинтош», бумагопрядильная фабрика купцов Митрофанова и Фёдорова, асбестовый завод и шёлковая мануфактура. К началу 1890-х годов все эти объекты выкупило ТРАРМ. На его заводах производили галоши, шины, игрушки, непромокаемые ткани и многие другие изделия из резины. В 1888 году галоши, выпущенные на этом заводе, стали маркировать треугольником с аббревиатурой ТРАРМ внутри, а в 1908 году компанию переименовали в «Треугольник».
В 1922 году, после революции и национализации, завод был переименован в «Красный треугольник». До конца 1960-х он был крупнейшим производителем товаров из резины, здесь впервые получил промышленное применение синтетический каучук. С 1970-х предприятие постепенно начало проигрывать конкурентам гонку модернизации. После распада СССР предприятие было приватизировано, в 2002 — признано банкротом. В небольшом объёме площади и мощности бывшего «Треугольника» продолжают использоваться, по данным на 2021 год среди производств — АО «Петрошина», ООО «ГСК Красный Треугольник» (выпускает конвейерную ленту). Основную часть помещений арендуют микропредприятия.
Общая площадь территории современного «Красного треугольника» составляет 34 га земель и 545 тыс. м² недвижимости, из них 9,9 га и 205 тыс. м² принадлежат городу. 80 корпусов имеют статус объектов культурного наследия. Эти корпуса находятся в оперативном управлении Фонда имущества Петербурга, остальные площади делят между собой 70 частных собственников. С момента банкротства завода неиспользуемые здания приходят в упадок, разрушаются мародёрами, страдают от пожаров. В заброшенной части территории нередки несчастные случаи с забравшимися в аварийные корпуса людьми. С 2010-х годов администрация города заявляет о различных планах по обустройству территории, однако ни один из объявленных проектов не был запущен в реализацию.
3 февраля 2023 года было опубликовано распоряжение КГИОП, согласно которому 50 корпусов и 11 галерей комплекса были признаны объектами культурного наследия регионального значения.

## Современное состояние
«Красный треугольник» является крупнейшей заброшенной промзоной Петербурга, его площадь составляет 34 га земель и 545 тыс. м² недвижимости, из них 9,9 га и 205 тыс. м² принадлежат городу, а остальные в разном объёме — 70 частным собственникам. Его территория представляет собой «лабиринт» из 150 дореволюционных производственных корпусов, объединённых галереями и арками, который журналисты и горожане называют «Бермудским треугольником» Петербурга. 80 корпусов признаны памятниками промышленной архитектуры и имеют охранный статус объектов культурного наследия. 30 корпусов имеют подвалы, доступ к некоторым затруднён из-за полуметрового культурного слоя, накопившегося с момента открытия завода. Комплекс и входящие в него здания имеют статус памятника промышленной архитектуры и охраняются государством. На территории сохранились также элементы дореволюционной инфраструктуры: поэтажные рельсы, поворотные круги, лифтовые шахты, баки системы пожаротушения.
Часть зданий отреставрирована и используется современными арендаторами. В 2011 был открыт музыкальный клуб «Байконур», а в 2014 — студия Дмитрия Пучкова. К 2016 году на территории работало свыше ста микропредприятий, среди которых репетиционные базы, мастерские, спортивные и танцевальные студии, кафе, приют для кошек, бизнес-центр, а также крупные производства — «ГСК Красный Треугольник», выпускающий резинотканевую конвейерную ленту, и шинный завод «Петрошина». Тем временем, принадлежащие государству корпуса находятся в аварийном и руинированном состоянии. Из-за мародёров, спиливающих несущие конструкции на металлолом, у одного из зданий рухнула крыша. В заброшенных частях комплекса часто случаются пожары, происходят несчастные случаи.

## История

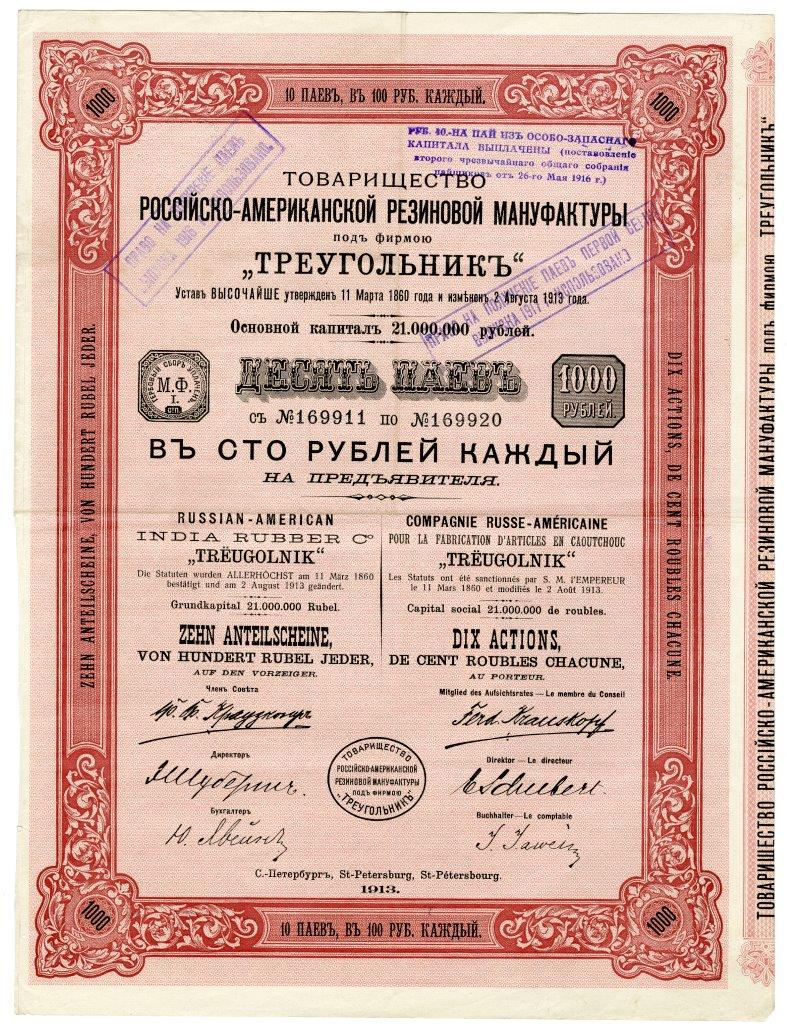
10 паёв на предъявителя в 100 руб. каждый Товарищества Российско-Американской резиновой мануфактуры под фирмою «Треугольник», 1913

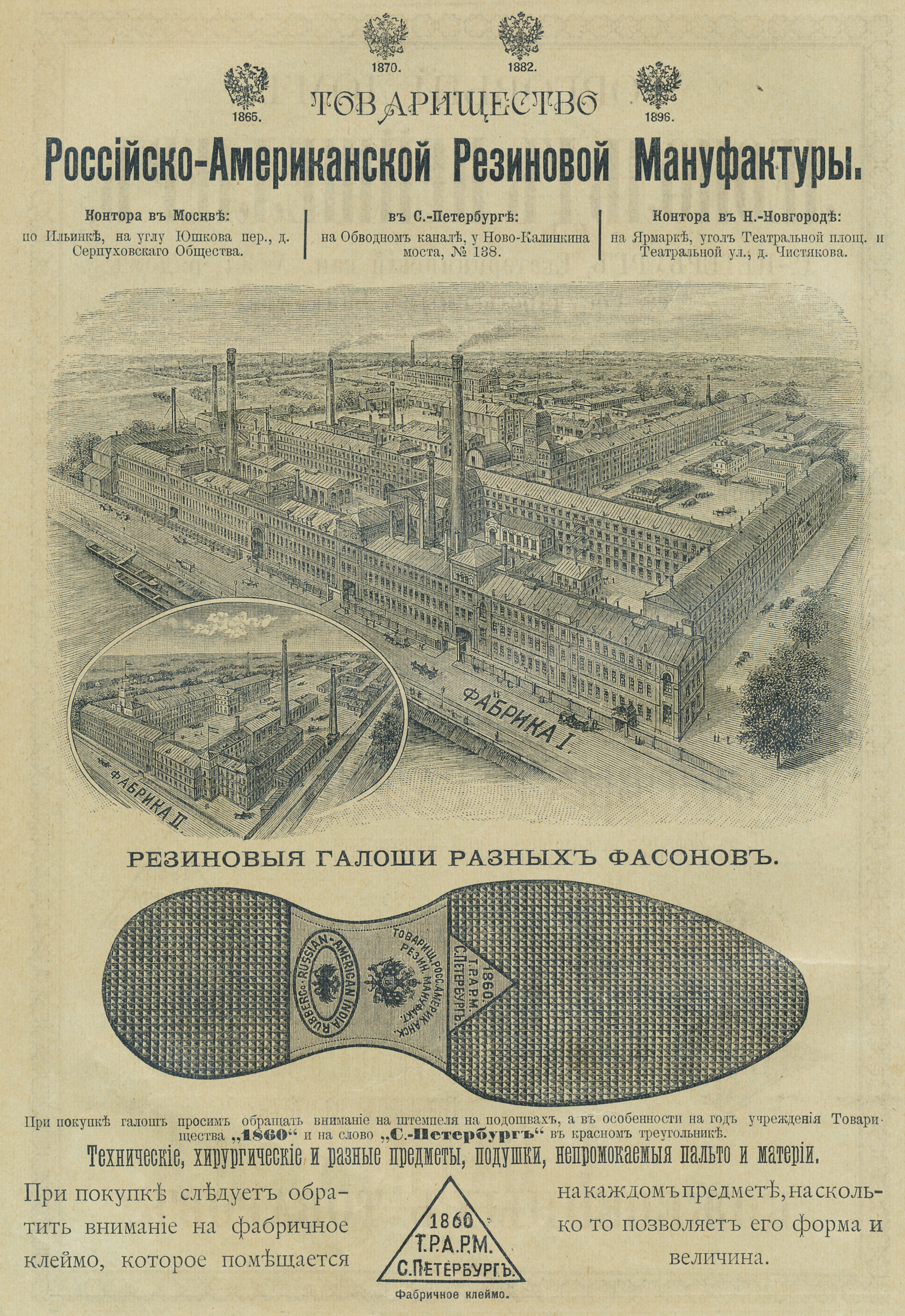
Реклама ТРАРМ, «Весь Петербург»1899

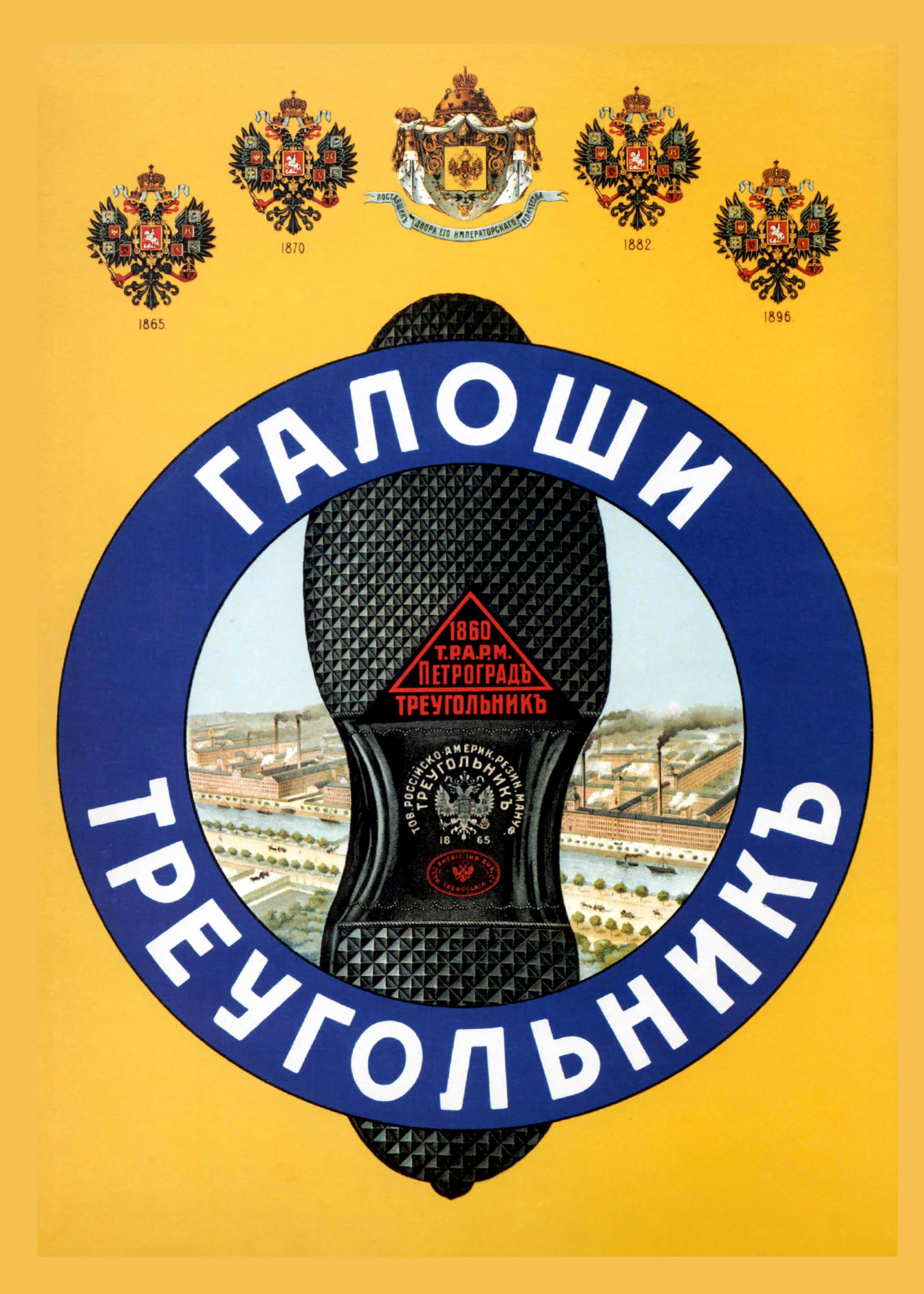
Рекламный плакат: поставщик двора Его Императорского Величества, нач. XX в.

### Сведения об участке и прежние владельцы

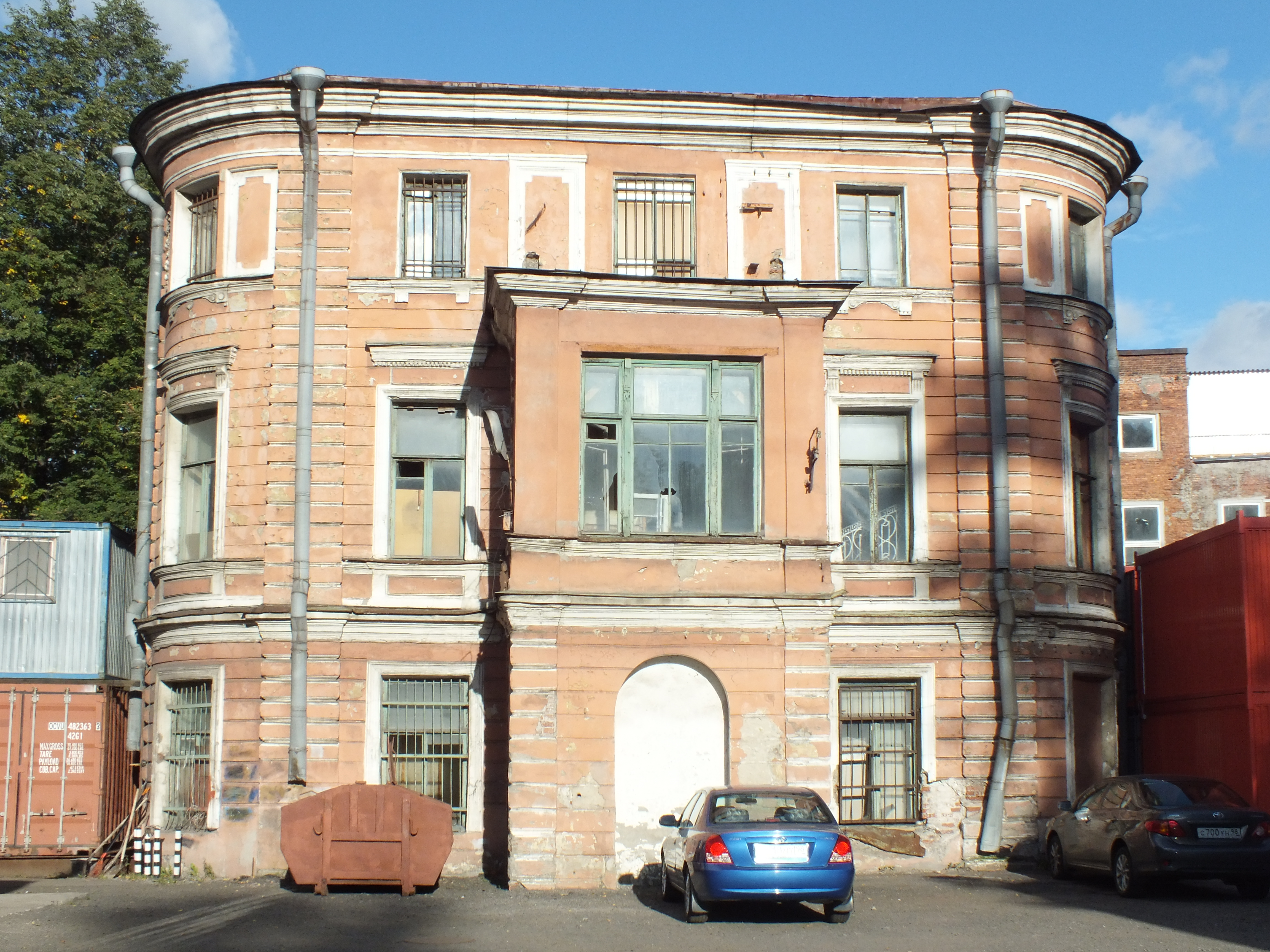
Главный дом дачи Строгановых, Старопетергофский пр., 20А, 2013

До 1760-х годов земли между Обводным каналом и Нарвской площадью покрывала посаженная при Петре I в 1715 году дубовая роща. В 1762 её огородили железной решёткой работы архитектора Александра Виста, несколько лет спустя роща была включена в состав усадьбы президента Академии художеств Александра Строганова. Главный дом высотой в три этажа имел пять осей по фасаду, его отличал оригинальный открытый бельведер и богатый лепной декор. В усадьбу также входили две кордегардии, триумфальные ворота, сад, огород, рыбный пруд, сенокосные луга. Особенно современники отмечали «роскошнейший» английский сад. Владельцами усадьбы в дальнейшем были Василий Долгоруков, Григорий Потёмкин, в 1798 году — его племянница Екатерина Скавронская.

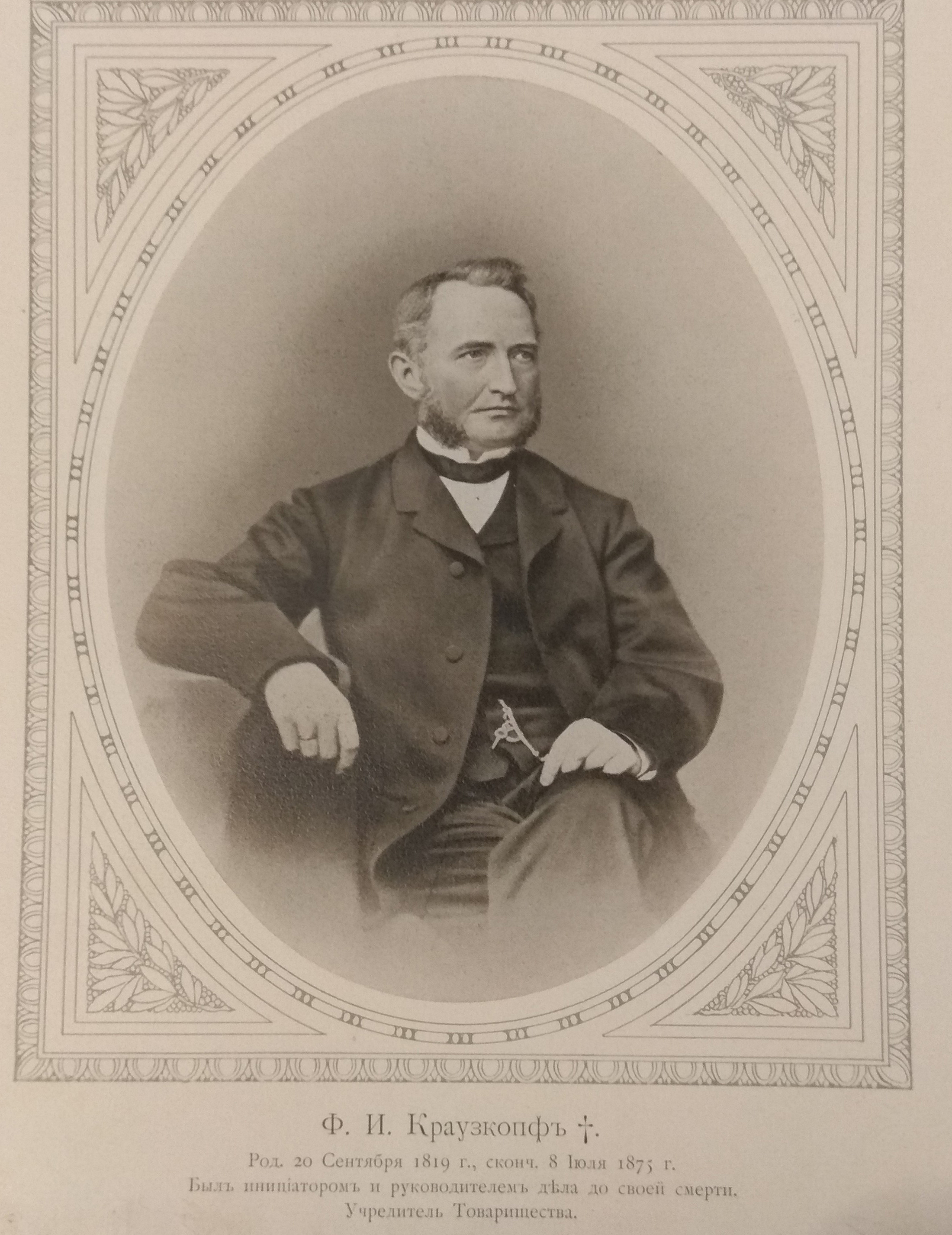
Фердинанд Краузкопф (1819—1875), основатель «Товарищества Российско-Американской мануфактуры»

После завершения работ по строительству Обводного канала местность из жилой превратилась в промышленную. К 1809 году бывшей дачей Строганова владел некий кузнечный мастер Поль. В 1814 на участке между Обводным каналом и Петергофской дорогой была построена шляпная фабрика купцов Циммерманов, к 1814-му на их земле был возведён сахарный завод и шпалерная фабрика, а в 1850-х Вюртембергский подданный Иоганн Гефели открыл рядом мануфактуру по производству шёлка, шерсти и бумаги. Восточнее, под номером 132, с 1840-х располагалась Бумагопрядильная фабрика купцов Митрофанова и Фёдорова. Она занимала почти 4 квартала, над ансамблем зданий работали архитекторы Александр Грунтов, Эммануил Юргенс, Николай Гребёнка, инженер Леонард Глама и техник Николай Бобров. Кроме того, в 1820-х на восточном берегу Таракановки была открыта ситцевая фабрика Ф. Ф. Битепажа. После смерти Фердинанда Циммермана его шляпную фабрику закрыли, а 150 десятин земли (Обводный канал, 134) со всеми постройками продали Фердинанду Краузкопфу и Линдерту Смидту.

### Учреждение
Гамбургский предприниматель Фердинанд Краузкопф в середине XIX века успешно наладил продажу американских галош в Европе. Ежегодно посещая Россию, он увидел большой потенциал для резиновой обуви в её климатических условиях и решил выйти на российский рынок. В 1859 году Краузкопф и его компаньоны Христиан Дирсен, Людвиг Гейзе, Линдерт Смидт и инженер Роберт Стори учредили «Товарищество российско-американской резиновой мануфактуры» (ТРАРМ)) и открыли «Фабрику галош и других резиновых и гуттаперчевых изделий в Санкт-Петербурге» на Обводном канале. Согласно генеральному плану Гейзе и Дирсена от 1859 года, на участке уже находились двухэтажный каменный корпус и одноэтажная котельная. Инженер Стори спроектировал, а архитектор Карл Барт построил новый двухэтажный корпус фабрики. 11 марта 1860-го утвердили устав товарищества, эта дата считается днём официального начала его работы. Уже спустя несколько месяцев производство достигло 1000 пар галош в день. В 1861-м году на фабрике ТРАРМ трудилось 180 рабочих, производя товаров на 200 тыс. рублей в год. Уже спустя шесть лет количество рабочих выросло до 456, а выпускаемая продукция — до 712 тыс. рублей. Корпуса для растущего производства строили архитекторы Роман Генрихсен и Эммануил Юргенс.
В 1874-м на основе бывшей фабрики Битепажа было открыто Общество англо-российской резиновой мануфактуры «Макинтош» (два участка под № 130 на набережной Обводного канала). Производственные корпуса достраивали архитекторы Эммануил Юргенс и Роман Генрихсен, а в конце 1870-х — архитектор А. И. Рейнбольдт. В 1875 году скончался Фердинанд Краузкопф, директором ТРАРМ стал его сын Фердинанд Фердинандович. 8 мая 1880 года на фабрике Краузкопфа случился крупный пожар. Его компания, однако, процветала, производство расширялось, под руководством архитекторов Роберта Гёдике, Эммануила Юргенса и Романа Генрихсена были построены 11 новых корпусов к югу от Обводного канала, в сторону Старо-Петергофского проспекта. Старые корпуса реконструировали и нарастили до 4 этажей с помощью перекрытий металлическими фермами. В 1882-м Краузкопф-младший выкупил производство Макинтоша. С того года резиновая мануфактура под номером 134 начала называться «Фабрика I», а бывшее производство Макинтоша (здание № 130) — «Фабрика II». Тогда же на бывшей усадьбе Строганова новый владелец земли, швейцарец Мориц Конради, построил шоколадную фабрику. Она получила табельный номер 420. Уже к началу 1890-х на фабрике трудились 150 рабочих, для них под руководством Ивана Гальбенека были построены жилые надворные флигели в непосредственной близости от главного усадебного дома.
В 1888 году на подошве галош стали ставить маркировку — равносторонний треугольник с надписью ТРАРМ внутри. В бумагах, адресованных Министерству финансов, объяснялось, что такой торговый знак был выбран для того, чтобы «легко бросаться в глаза неграмотному покупателю». Продукция завода соответствовала мировым стандартам качества и в большом количестве шла на экспорт, а на территории России ТРАРМ стал монополистом резинового производства.
К началу 1890-х «Товарищество российско-американской резиновой мануфактуры» выкупило близлежащий участок по набережной Обводного канала, нумерация домов в связи с этим была изменена. «Фабрика I» получила № 138, а № 136 — Митрофаниевская бумажная мануфактура. Фабрика Конради на Старо-Петергофском проспекте получила № 20. Чистая прибыль ТРАРМ в 1898 году составила почти 3 945 22 руб.
Компания активно занималась благотворительностью и предоставляла помощь своим сотрудникам, строя учебные и лечебные заведения, дома отдыха, открыла кассу взаимопомощи, пополнявшуюся за счёт отчислений из годовой прибыли. С момента своего основания ТРАРМ стало почётным членом Общества вспоможения бедным спасобочаринского прихода, ежегодно внося 1000 рублей на его нужды, и часто совершая разовые пожертвования на крупные суммы. К 1894 году расходы компании на школьное образование для сотрудников составили 16,2 тыс. рублей.
За 40 лет деятельности ТРАРМ компании удалось увеличить уставной капитал с 300 тыс. рублей в год открытия до 4,5 млн в концу 1890-х. К началу XX века число рабочих достигло 6 тыс. человек. Ежегодно фабрика выпускала до 100 тыс. пар галош, а также разнообразные технические и бытовые товары — рукава, клапаны и прокладки, приводные ремни, непромокаемые ткани, игрушки, шины, коврики и т. д..

### XX век
В 1903 году все корпуса «Фабрики I» надстроили до 4-х этажей. В 1904-м ТРАРМ выкупило бумажное производство Митрофанова. С этого момента на объединённой территории началась масштабная реконструкция. Под руководством инженера Евгения Гельмана вдоль набережной Обводного канала возвели лицевой четырёхэтажный корпус с водонапорной башней. С 1907 года «Треугольник» начал выпускать материю для оболочки военных дирижаблей.
В 1908 году «Товарищество российско-американской резиновой мануфактуры» было переименовано в фирму «Треугольник». По документам 1905 года, на тот момент ТРАРМ содержало ясли на 120 мест, школу для детей рабочих, загородный дом отдыха, заводскую больницу и аптеку. Расходы на их содержание составили тогда 258 333 руб., а всего затраты на выплаты «наград и вспомоществования рабочим» — 907 983 рублей.
В 1910 году «Треугольнику» исполнилось пятьдесят лет. К юбилею был выпущен памятный альбом с гравюрами, на которых изображались все здания комплекса — не только производственные корпуса, но и школа, амбулатория, жилые дома рабочих. В том же году компания получила звание поставщика Двора Его Императорского Величества. За короткий период с 1911 по 1913 год число рабочих и служащих выросло в два раза и составило 15 тыс. человек, активы компании достигли 76 млн руб., уставной капитал — 21 млн, а стоимость принадлежащей ей недвижимости и земель — 20 млн. В 1910-х на «Фабрике I» под руководством гражданских инженеров Евгения Кржижановскогои Лео Серка были построены склады, а под руководством архитектора фон Витте Оскара производственные здания. Фахверковые здания имели рамный железобетонный «скелет». Также по проекту Кржижановского к 1914-му построили железобетонный мост над Таракановкой, соединивший I и II фабрики. В Первую Мировую войну «Треугольник» стал основным производителем резины для авиации и автотранспорта. Компания выплачивала пособия семьям сотрудников, призванных на фронт, содержала два полевых госпиталя и выплачивала крупные суммы «на нужды армии и флота».
К концу 1915 года выручка «Треугольника» составила 29 639 585 руб., а прибыль — 11 932 900 руб. Примечательно, что вознаграждения членам совета и правления составили чуть больше миллиона рублей, столько же было выделено на социальные нужды — пособия семьям мобилизованных, раненым, поддержку госпиталей и благотворительных организаций. Работы по расширению, модернизации и ремонту корпусов безостановочно велись до 1917 года. К тому моменту на фабрике трудились 18000 человек. ТРАРМ получило множество наград на всероссийских и международных выставках, в том числе пять золотых медалей.

#### После революции
В 1918 году фабрику национализировали, до 1919 года прежним владельцам было позволено «временно управлять предприятием под рабочим контролем». В 1919 году шоколадная фабрика Конради была закрыта.
Первым директором «Красного треугольника» был назначен Мартиниан Петрович Шевченко. В 1922 году «Треугольник» переименовали, добавив в название «красный» в честь пятилетия Октябрьской революции. На её базе основали научно-исследовательскую лабораторию, первым руководителем которого назначили Бориса Бызова. Тогда были внедрены первые с момента основания производства изменения в технологию изготовления галош. Их сборку разделили на 8 самостоятельных этапов, на самые лёгкие операции стали переводить пожилых или слабых здоровьем работниц, что позволило сохранить их рабочие места.
В 1927 году на заводе начали устанавливать конвейеры, к 1929 году ими были оборудованы несколько цехов. С экспортными продажами «Треугольника» возникли проблемы: качество продукции значительно снизилось. Предположительно, это было связано с массовым набором неквалифицированного персонала из числа перебравшихся в город крестьян в годы «Великого перелома».
В 1930 году лаборатория стала филиалом НИИРП. В ней под руководством Сергея Лебедева была изготовлена первая шина из синтетического каучука.
В 1932 году завод переформировали в комбинат, к тому моменту на территории «Треугольника» уже работали шинный, регенератный, ремонтно-механический, два асбестовых и два галошных завода (в том числе, 1-й галошный сборочный завод), предприятие «Промтехника» и другие. На них производилось свыше ста типов различных товаров, годовая продукция оценивалась в 450 млн рублей, а число рабочих превысило 31 тыс. человек. В конце 1930-х шинный завод и «Промтехнику» выделили в самостоятельные предприятия. В 1938 году на «Красном треугольнике» впервые в мире начали применять технологию литья резины под давлением. Производство, однако, не имело дореволюционного уровня качества: упал уровень сырья, на заводе в цехах не поддерживали чистоту, из-за попадания посторонних включений снизилось качество продукции: до 20 % шинных камер получали только 2-й или 3-й сорт качества.
С началом Второй мировой войны всё производство законсервировали, сотрудников эвакуировали. Комбинат постоянно подвергался обстрелам, 22 корпуса были разрушены, за 1943 год на его территории разорвалось 30 авиабомб и 1500 крупных снарядов.

#### После Второй мировой войны
В 1946—1952 годах на комбинате прошла масштабная реконструкция. Корпуса ремонтировали, модернизировали, постройки бывшей усадьбы Строганова включили в состав «Треугольника». В 1962 году Ленинградский шинный завод вновь вошёл в состав комбината «Красный треугольник», директором комбината был назначен В. С. Файбишенко. В конце 1960-х галоши начали выходить из уличной моды, спрос на них сокращался. У Предприятия возникли трудности с модернизацией и переходом к выпуску новых изделий — из-за ограниченной территории некуда было пристраивать новые площади, современные станки невозможно было установить без разбора стен.
С 1992 по 1996 прошло разделение комбината на три отдельных завода: резинотехнических изделий, шинный («Петрошина») и резиновой обуви. В 1993-м к кордегардиям усадьбы Строганова пристроили склады, у главного дома разобрали бельведер. В 1997 году завершилась приватизация предприятия, разделившая корпуса между несколькими десятками собственников. При мэре Собчаке обсуждался вариант засыпать Обводный канал, создав на его месте автомагистраль, а «Красный треугольник» предлагалось снести и застроить жилыми кварталами.

### XXI век
В 2000 году Федеральная служба налоговой полиции наложила арест на активы ОАО «Красный треугольник». В мае 2001 года в отношении предприятия было возбуждено производство по делу о банкротстве, долг составил 260 млн рублей. В июле того же года было введено конкурсное управление предприятием. В мае 2002 года арбитражный суд объявил его банкротом. В партнёрстве с немецкими инвесторами один из бывших акционеров «Треугольника» учредил собственную компанию по выпуску обуви из ПВХ. Для производства арендовали площади на бывшем заводе, однако объёмы продукции относительно невелики. Из целевых предприятий на территории завода продолжают работу АО «Петрошина» и производитель конвейерной ленты МТД «Красный Треугольник».
В июле 2013 года был разобран корпус 56а. По заявлению КГИОП, снос был самовольным, ведомство не давало на него разрешения и планировало обратиться в полицию для возбуждения уголовного дела. Разобранная часть представляла собой дореволюционную пристройку к основному зданию и не являлась часть объекта культурного наследия. Из-за отсутствия контроля за аварийными зданиями и надлежащей охраны в «Красном треугольнике» процветает мародёрство. Несмотря на то, что на въезде на территорию «Треугольника» расположен контрольно-пропускной пункт, в 2016 и 2018 годах из него было вывезено три старинных водонапорных бака и чугунная винтовая лестница из корпуса № 19. Там же были похищены несущие стальные балки седьмого этажа. В 2011 году были срезаны стальные фермы крыши корпуса № 4, в результате чего она рухнула. В 2019 году срезали балки у пристройки главного корпуса и частично разобрали корпус № 26. В ноябре 2020 года в корпусе № 8 срезали несущие фермы крыши, в результате чего рухнула не только она сама, но и часть стены на уровне четвёртого этажа. В том же году были срезаны стальные несущие балки перекрытий в корпусе № 22, здание находится под угрозой разрушения.
В течение 2010-х администрация города, разные компании и бизнесмены озвучивали проекты по редевелопменту «Красного треугольника» и его преобразованию в многофункциональное общественное пространство. Эксперты отмечают, что бывший завод является крайне сложным объектом для редевелопмента. Пространство нужно отреставрировать и приспособить к современным условиям в рамках единой концепции, что затруднительно из-за большого числа собственников. Потребуются миллиардные инвестиции, которые частные компании смогут предоставить только при условии надёжных гарантий со стороны города. Существуют также технически сложные моменты, затрудняющие реконструкцию зданий. Например, химикаты, которые вырабатывались при производстве резиновых изделий, впитались в стены и грунт корпусов, для их очистки потребуются серьёзные вложения. Кроме того, значительно изношены инженерные сети.
В 2016 Смольный объявил о планах создать на территории тематический парк развлечений, а в 2017 — технопарк. В августе 2017 администрация города включила «Красный треугольник» в перечень предназначенных для комплексного устойчивого развития. Фонд имущества Петербурга запросил из бюджета города 150 млн на разработку проекта, ориентировочно стоимость реализации оценили в 40-45 млрд рублей. В том же году гендиректор фонда Денис Мартюшев рассказал прессе, что рассматривается вопрос строительства второго выхода станции метро «Балтийская» на территории «Красного треугольника». Бюджет города на 2018 год предусматривал выделение 57 млн рублей на обновление территории завода.
Весной 2021 года администрация города вновь заявила, что обсуждает проект редевелопмента «Красного треугольника», однако сроки и условия его реализации не были объявлены.
21 сентября 2021 года на территории «Красного треугольника» произошёл взрыв пиротехники.
В июне 2022 года вице-губернатор Петербурга Николай Линченко сообщил, что подходит к завершению новая государственная историко-культурная экспертиза комплекса. Примечательно, что выполняет её тот же эксперта — Штиглиц М. С., что и экспертизу 2016 года. ВООПИиК выражает опасение, что по результатам новой экспертизы список корпусов, подлежащих охране, будет сокращён так как за прошедшие пять лет от актов вандализма пострадали многие постройки, косвенно это подтвердила сама Штиглиц.
В августе 2022 года специальная комиссия Петербургского отделения ВООПИиК рассмотрела предварительную концепцию приспособления комплекса под современное использование. В октябре 2022 года губернатор Санкт-Петербурга поручил ускорить внесение «Красного треугольника» в реестр памятников архитектуры. 3 февраля 2023 года 50 корпусов и 11 галерей комплекса были признаны объектами культурного наследия регионального значения.
По подсчётам издания «Деловой Петербург», «Красный треугольник» является лидером по числу пожаров среди всех объектов города — только в первой половине 2024-го года на его территории случился 21 пожар.

## Галерея

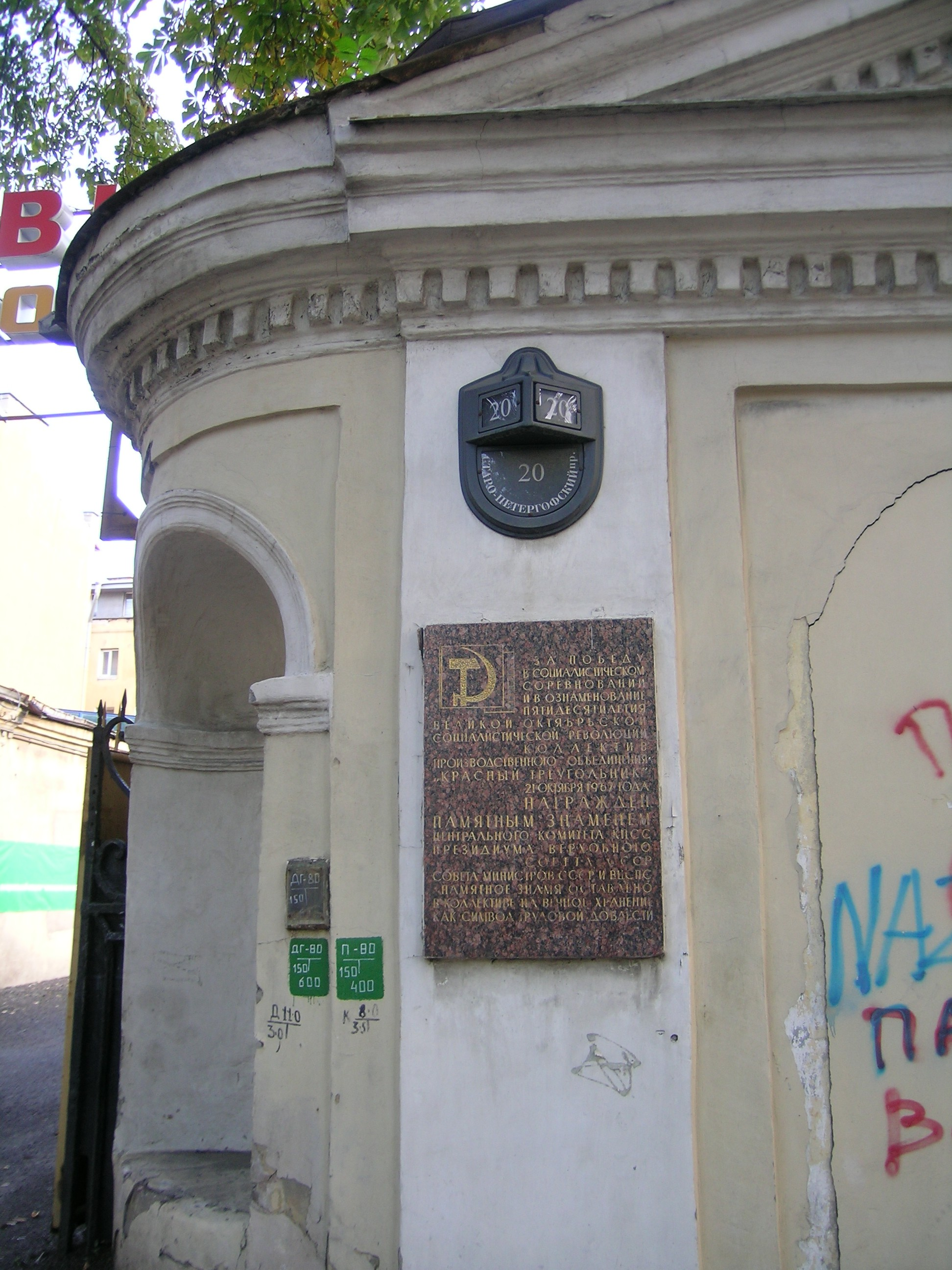
Награждение предприятия памятным знаменем, 1967 год. Корпус на Старо-Петергофском пр.
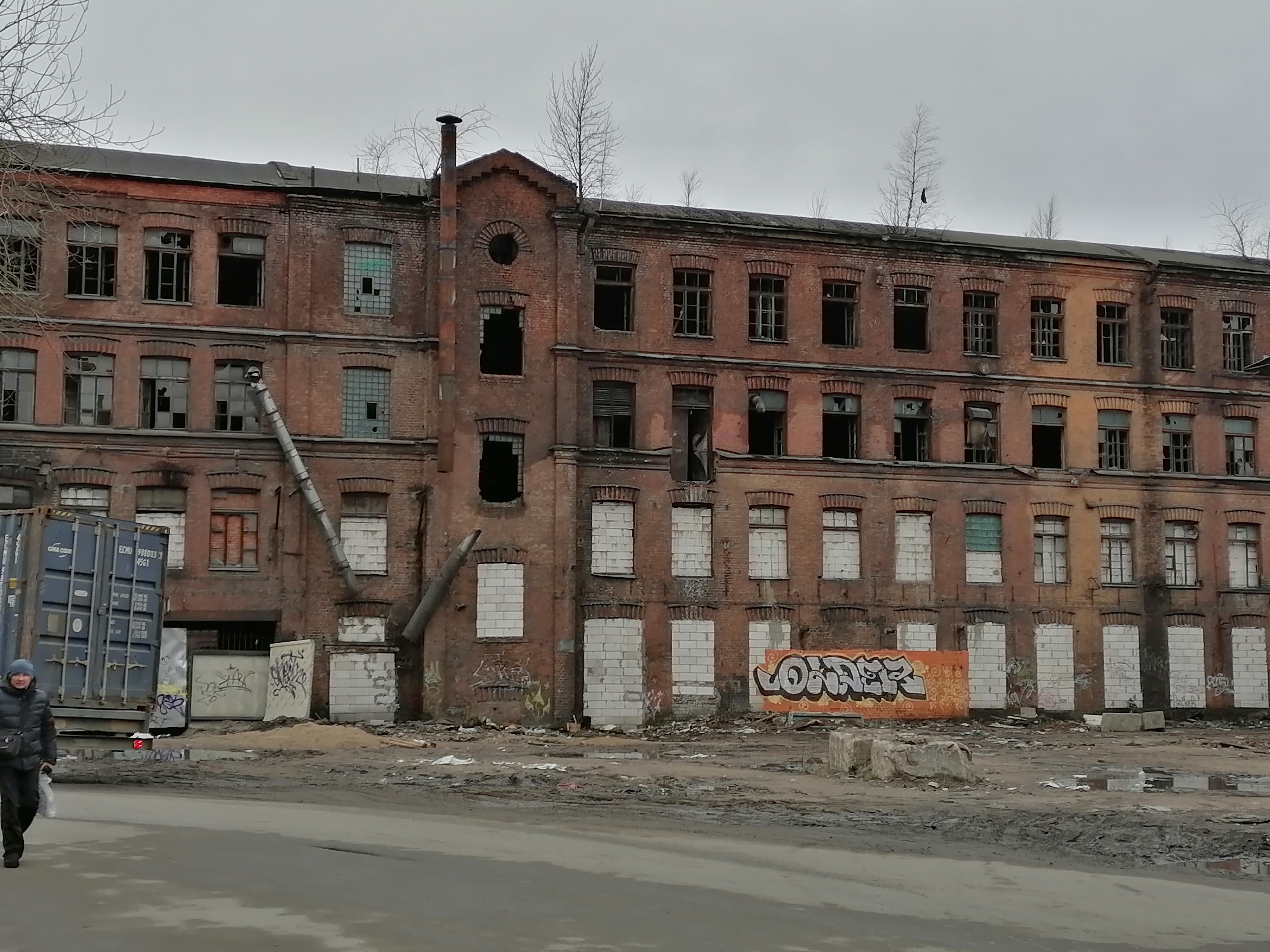
Корпус № 8, 2020
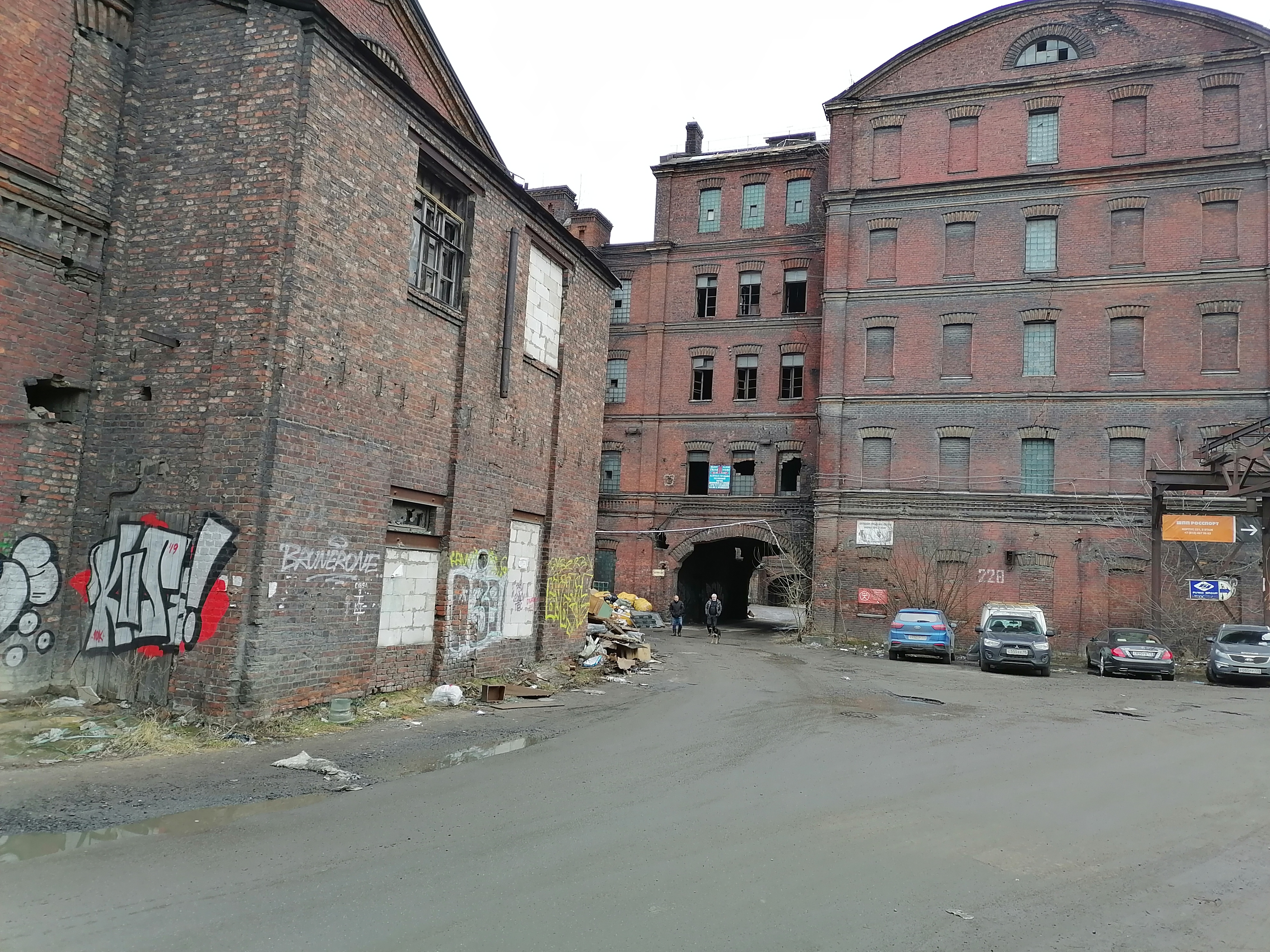
Корпуса № 221 (слева) и № 228, 2020
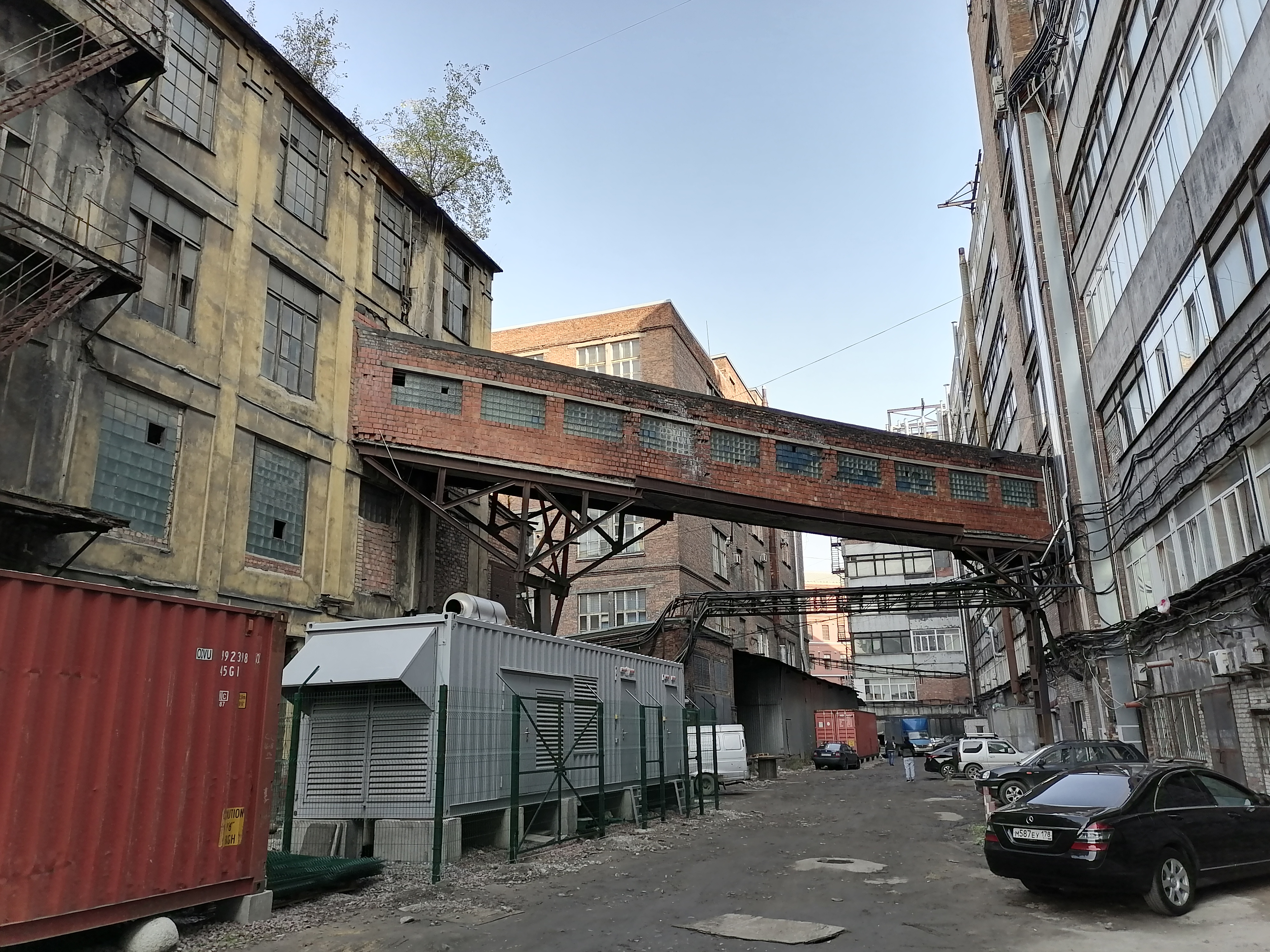
Корпуса № 257, 260 и 425, 2020
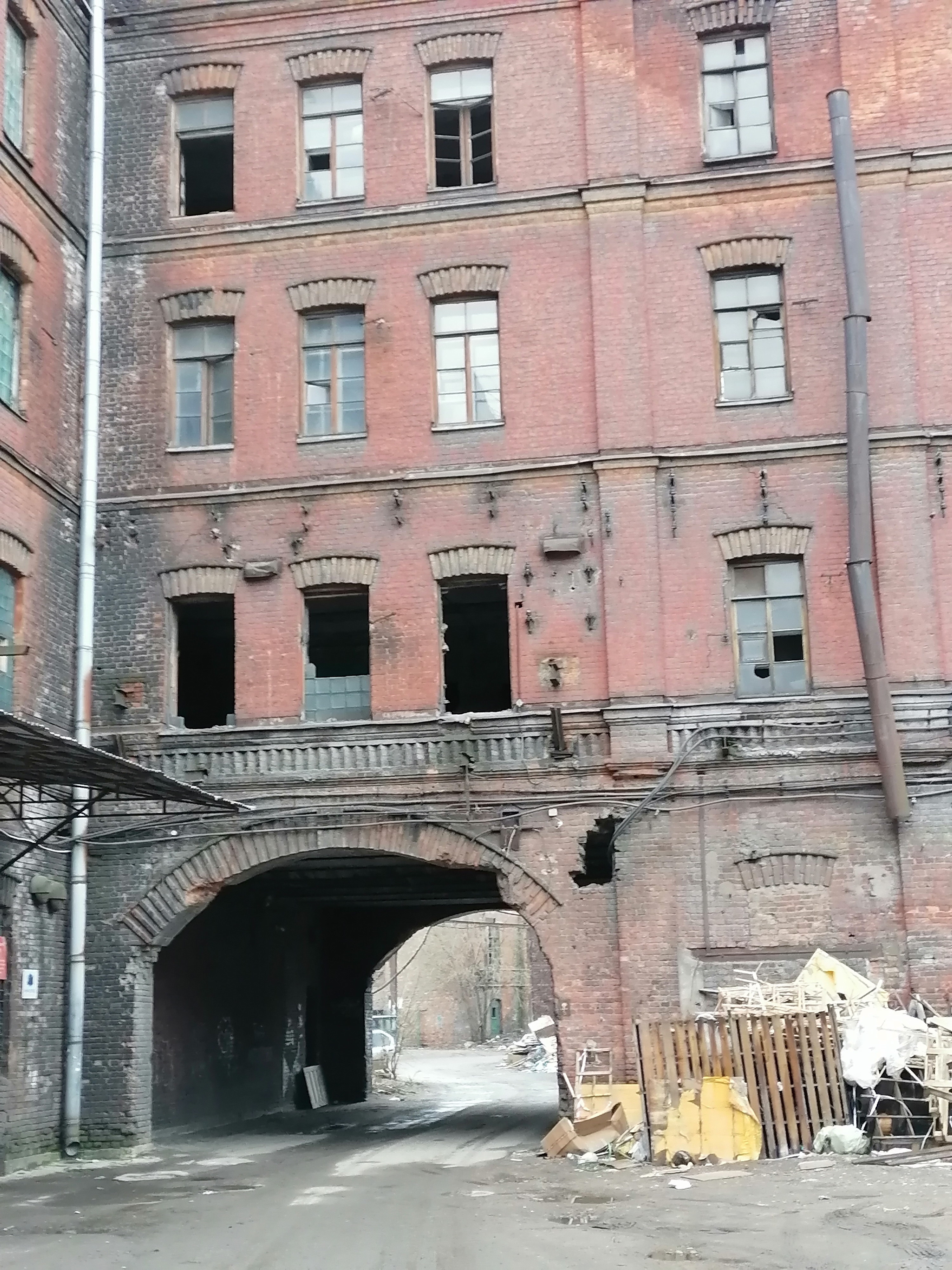
Корпус № 217, 2020
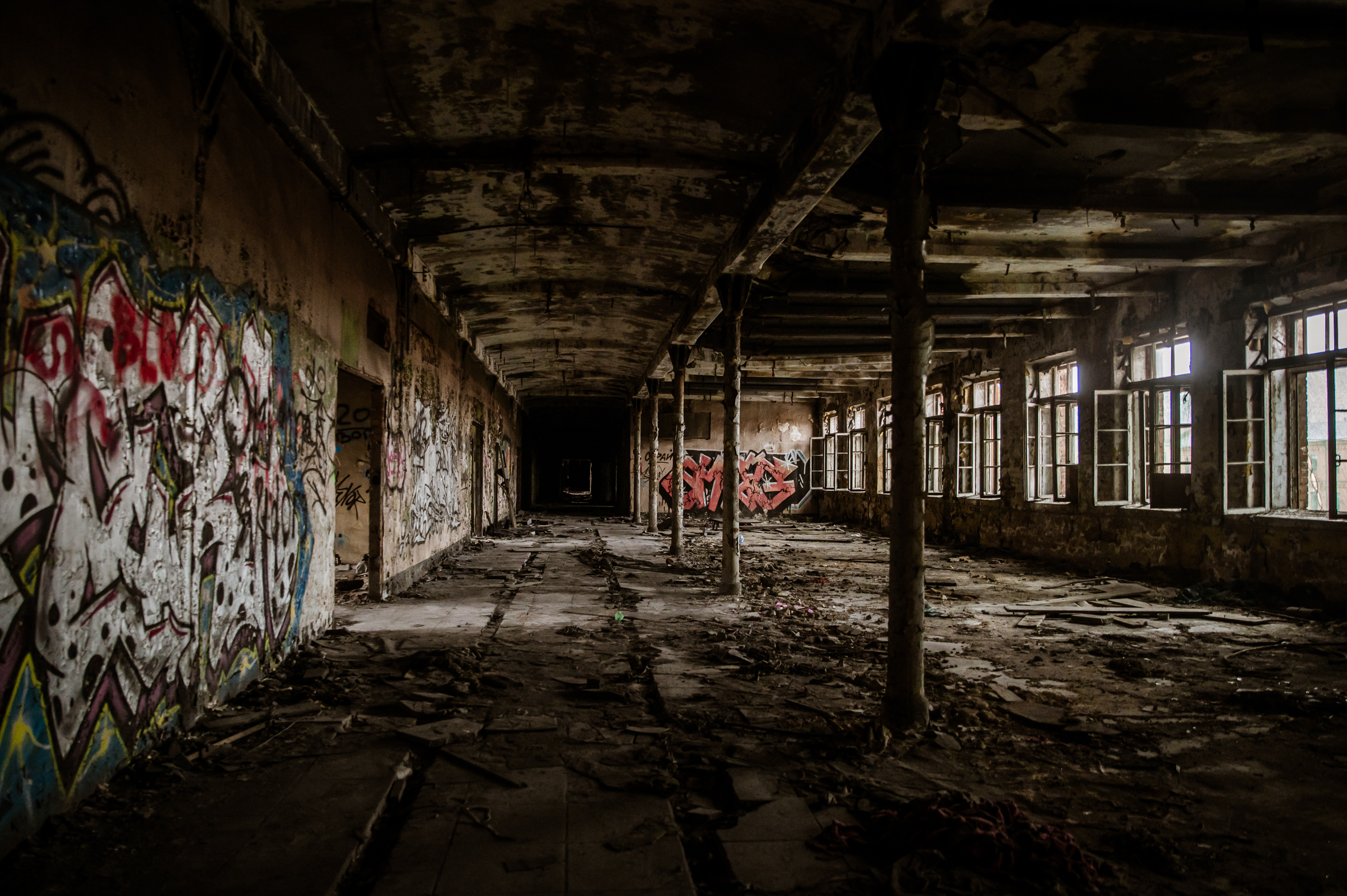
Внутри одного из корпусов
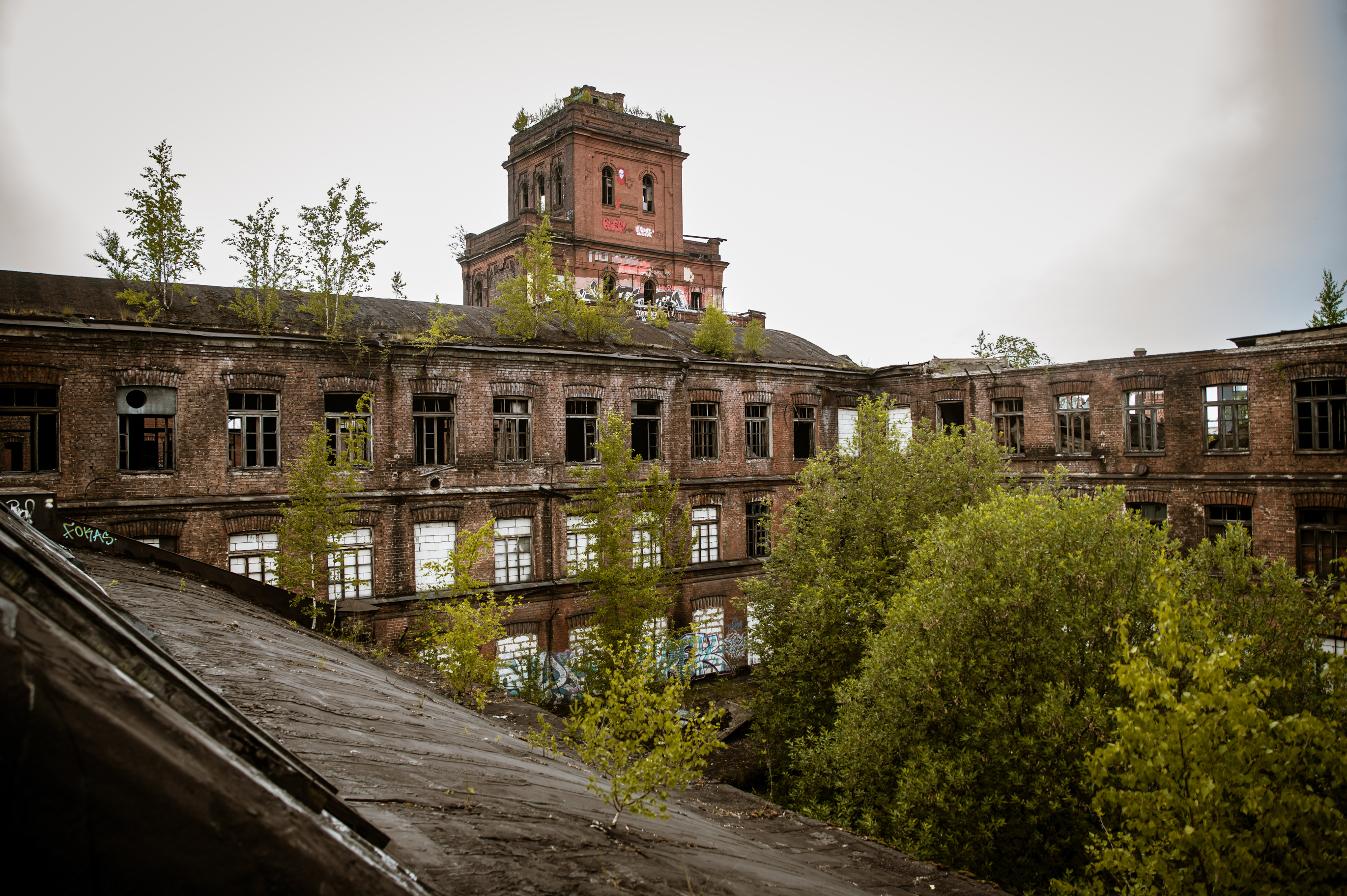
Вид с крыши